# Bakaffa
Bakaffa, död 1730, var kejsare av Etiopien mellan 1721 och 1730.